# Бой-Ривер (тауншип, Миннесота)
Бой-Ривер (англ. Boy River) — тауншип в округе Касс, Миннесота, США. На 2000 год его население составило 100 человек.

## География
По данным Бюро переписи населения США площадь тауншипа составляет 93,0 км², из которых 92,3 км² занимает суша, а 0,7 км² — вода (0,75 %).

## Демография
По данным переписи населения 2000 года здесь находились 100 человек, 36 домохозяйств и 23 семьи. Плотность населения —  1,1 чел./км². На территории тауншипа расположено 45 построек со средней плотностью 0,5 построек на один квадратный километр. Расовый состав населения: 90,00 % белых, 7,00 % коренных американцев и 3,00 % приходится на две или более других рас.
Из 36 домохозяйств в 27,8 % воспитывались дети до 18 лет, в 50,0 % проживали супружеские пары, в 8,3 % проживали незамужние женщины и в 36,1 % домохозяйств проживали несемейные люди. 30,6 % домохозяйств состояли из одного человека, при том 22,2 % из — одиноких пожилых людей старше 65 лет. Средний размер домохозяйства — 2,78, а семьи — 3,48 человека.
34,0 % населения — младше 18 лет, 2,0 % — в возрасте от 18 до 24 лет, 26,0 % — от 25 до 44, 25,0 % — от 45 до 64, и 13,0 % — старше 65 лет. Средний возраст — 37 лет. На каждые 100 женщин приходилось 122,2 мужчин. На каждые 100 женщин старше 18 приходилось 106,3 мужчин.
Средний годовой доход домохозяйства составлял 19 500 долларов, а средний годовой доход семьи —  31 000 долларов. Средний доход мужчин —  35 625  долларов, в то время как у женщин — 25 417. Доход на душу населения составил 13 025 долларов. За чертой бедности находились 26,9 % семей и 33,3 % всего населения тауншипа, из которых 52,4 % младше 18 и 42,9 % старше 65 лет.